# Aechmea germinyana
Aechmea germinyana är en gräsväxtart som först beskrevs av Élie Abel Carrière, och fick sitt nu gällande namn av John Gilbert Baker. Aechmea germinyana ingår i släktet Aechmea och familjen Bromeliaceae. Inga underarter finns listade i Catalogue of Life.